# Филимоново (Красноярский край)
Филимо́ново — село (с 1949 по 2004 год — рабочий посёлок) в Канском районе Красноярского края. Административный центр Филимоновского сельсовета.

## География
Филимоново находится в 16 км к западу от города Канска. Через Филимоново протекает река Уря, через которую проходит мост, построенный ещё при Николае II. В селе расположена одноимённая станция Транссибирской магистрали (участок Красноярск — Канск) с вокзалом.
Название «Филимоново» происходит от имени купца Филимона, который владел несколькими мельницами на реке Уре.

## История
Основано в 1893 году при строительстве Транссибирской магистрали. В 1926 году разъезд Филимонов на 990 км состоял из 5 хозяйств, основное население — русские. Располагался в полосе отчуждения Канского района Канского округа Сибирского края.

## Население
| 1926 | 1959  | 1970  | 1979  | 1989  | 2002  | 2010  |
| ---- | ----- | ----- | ----- | ----- | ----- | ----- |
| 24   | ↗4029 | ↘2390 | ↗2484 | ↗3195 | ↘3176 | ↘2900 |

## Экономика и образование
В Филимоново работают молочный комбинат, котельня, стадион, колхозы.
Здание Филимоновской средней школы было построено в 1951 году. В этой школе получают полное среднее образование не только жители самого села, но и дети из соседних деревень, таких как Крутая горка и Польное. Профессиональное и высшее образование выпускники получают в городах, большинство из них направляются в Красноярск или Канск.
В январе 2014 года состоялось торжественное открытие нового здания школы.
Также имеется музыкальная школа и дом культуры «Современник».

## Достопримечательности
В центре Филимоново установлен памятник участникам Великой Отечественной войны.

## Чрезвычайные ситуации
В 1966 году рухнул железнодорожный мост. Начальник станции Веретенников А. С. ценой своей жизни хотел предотвратить крушение, но не успел. Он погиб. Рядом с новым железнодорожным мостом ему поставлен памятник.